# Wilma van Hofwegen
Willemina Cornelia Adriana van Hofwegen-van Rijn, detta Wilma (Vlaardingen, 17 luglio 1971), è un'ex nuotatrice olandese.
Specializzata nello stile libero ha vinto una medaglia d'argento alle Olimpiadi di Sydney 2000 nella staffetta 4x100 m sl.

## Palmarès
- Olimpiadi

Sydney 2000: argento nella 4x100m sl.
- Mondiali in vasca corta

Hong Kong 1999: argento nella 4x100m sl.
- Europei

Helsinki 2000: argento nei 50m sl.
Berlino 2002: bronzo nella 4x100m sl.
- Europei in vasca corta

Rostock 1996: argento nella 4x50m misti.
Sheffield 1998: argento nella 4x50m sl.